# Gehakkelde bladroller
De gehakkelde bladroller (Acleris emargana) is een vlinder uit de familie bladrollers (Tortricidae). De wetenschappelijke naam van de soort is, als Pyralis emargana, in 1775 door Johann Christian Fabricius gepubliceerd.
De spanwijdte van de vlinder bedraagt tussen de 16 en 25 millimeter. De vlinder is makkelijk te herkennen aan de hap die uit de voorrand van de voorvleugel lijkt te zijn genomen.

## Waardplanten
De gehakkelde bladroller gebruikt vooral wilge als waardplant, maar ook berk, els, hazelaar en populier. De rups kan tot 15 millimeter lang worden. Hij is te vinden van mei tot juli.

## Voorkomen
De soort komt voor van Europa tot Siberië, het noorden van China, Korea en Japan, en tevens in Noord-Amerika.

## Voorkomen in Nederland en België
De gehakkelde bladroller is in Nederland en in België een vrij algemene soort. De soort kent één generatie die vliegt van eind juli tot in oktober. Er zijn ook waarnemingen gemeld uit eind februari tot begin maart.